# Embalse de Syncrude Tailings
La presa de Syncrude Tailings es una presa que es, por volumen del material, la presa más grande del mundo con 540.000.000 m³. Se encuentra cerca de Fort McMurray, Alberta, Canadá. La presa y el lago hecho con materiales de relave dentro de él son parte de las operaciones en marcha de Syncrude Canada Ltd. en la extracción de crudo de las Arenas de alquitrán de Athabasca.

## Descripción
La presa de relave de Syncrude es una presa que se usa para almacenar relaves dejados del proceso de extracción de crudo en el lugar. Como parte del proceso de extracción, voluminosas cantidades de desechos se producen como desechos de subproductos. Parte de este material es sólido, y contribuye a la construcción de la presa. Otro material está en forma líquida y se almacena en una laguna de contención dentro de los límites de la presa. Por lo que se refiere al año 2008, se producen diariamente medio millón de toneladas de relave en el lugar. La presa se construye usando un método corriente arriba.

## Historia
La construcción de la presa comenzó durante el período 1973 a 1978 para apoyar la exportación de operaciones de crudo de arenas de crudo de baja profundidad. La inauguración oficial de la operación minera y así la operación de la presa y la laguna de contención, fue el 15 de septiembre del año 1978. Puesto que las operaciones mineras continúan, la presa y la laguna de contención dentro de ella siguen creciendo hasta su tamaño actual.